# Le Fiancé de ma fiancée
Pour plus de détails, voir Fiche technique et Distribution.
Le Fiancé de ma fiancée (Dear Ruth) est un film américain en noir et blanc réalisé par William D. Russell, sorti en 1947.

## Synopsis
Une adolescente entretient une correspondance avec un soldat, mais elle utilise le nom et la photo de sa sœur aînée. Le soldat se présente à son domicile pendant une permission de deux jours...

## Fiche technique
- Titre original : Dear Ruth
- Titre français : Le Fiancé de ma fiancée
- Titre belge francophone : Cupidon en permission
- Réalisation : William D. Russell
- Scénario : Arthur Sheekman, d'après la pièce de Norman Krasna (1944)
- Direction artistique : Hans Dreier, A. Earl Hedrick
- Costumes : Edith Head
- Photographie : Ernest Laszlo
- Son : John Cope, William Thayer
- Montage : Archie Marshek
- Musique : Robert Emmett Dolan
- Effets spéciaux : Farciot Edouart
- Décoration : Sam Comer, Sydney Moore
- Production : Paul Jones
- Société de production et de distribution : Paramount Pictures
- Pays d'origine : États-Unis
- Langue originale : anglais
- Format : noir et blanc —  35 mm — 1.37:1 — son : Mono (Western Electric Recording)
- Genre : Comédie romantique
- Durée : 95 minutes
- Dates de sortie :
  - États-Unis : 10 juin 1947
  - France : 16 février 1949

## Distribution
- Joan Caulfield : Ruth Wilkins
- William Holden : lieutenant William Seacroft
- Mona Freeman : Miriam Wilkins
- Edward Arnold : le juge Harry Wilkins
- Billy De Wolfe : Albert Kummer
- Mary Philips : Mme [Edie] Wilkins
- Virginia Welles : Martha Seacroft
- Kenny O'Morrison : le sergent Chuck Vincent
- Marietta Canty : Dora [la bonne des Wilkins maid]
- Irving Bacon : le livreur